# Wahlkreis Leipzig 8
Der Wahlkreis Leipzig 8 ist der Wahlkreis Nr. 32 bei den Wahlen zum Sächsischen Landtag. Er ist einer von acht Leipziger Wahlkreisen und umfasst die Ortsteile Schönefeld-Abtnaundorf, Schönefeld-Ost, Mockau-Süd, Mockau-Nord, Thekla, Plaußig-Portitz, Volkmarsdorf, Anger-Crottendorf, Seehausen und Wiederitzsch.
Im Zuge der Wahlkreisanpassung 2023 wurde dieser Wahlkreis neu geschaffen.

## Wahl 2024
Für die Landtagswahl in Sachsen 2024 wurden die Leipziger Wahlkreise neu zugeschnitten. So wurde der neue Wahlkreis Leipzig 8 als achter Wahlkreis in Leipzig geschaffen. Er setzt sich aus Teilen der bisherigen Wahlkreise Leipzig 1 und Leipzig 7 zusammen.
Zur Landtagswahl 2024 treten folgende Direktkandidaten und Parteien an:
| Direktkandidat      | Partei              | Erststimmen in % | Zweitstimmen in % |
| ------------------- | ------------------- | ---------------- | ----------------- |
| Holger Gasse        | CDU                 | 32,0             | 26,7              |
| Holger Hentschel    | AfD                 | 25,4             | 23,8              |
| Uwe Fiedler         | Die Linke           | 15,2             | 13,9              |
| Ulrike Gebhardt     | GRÜNE               | 07,7             | 08,2              |
| Irena Rudolph-Kokot | SPD                 | 06,7             | 09,0              |
| Daniel Eich         | FDP                 | 01,5             | 01,0              |
| Friedrich Förster   | Freie Wähler        | 02,1             | 01,6              |
| –                   | Die Partei          | –                | 01,6              |
| –                   | Piraten             | –                | 00,4              |
| –                   | ÖDP                 | –                | 00,1              |
| –                   | BüSo                | –                | 00,1              |
| –                   | Tierschutz hier!    | –                | 01,3              |
| –                   | dieBasis            | –                | 00,1              |
| –                   | Bündnis C           | –                | 00,1              |
| –                   | Bündnis Deutschland | –                | 00,2              |
| Michael Chelius     | BSW                 | 08,4             | 10,5              |
| –                   | Freie Sachsen       | –                | 01,2              |
| –                   | V-Partei3           | –                | 00,3              |
| –                   | WU                  | –                | 00,1              |
| Ralf Kohl           | WIR sind LEIPZIGER  | 00,9             | –                 |